# Губка (изделие)

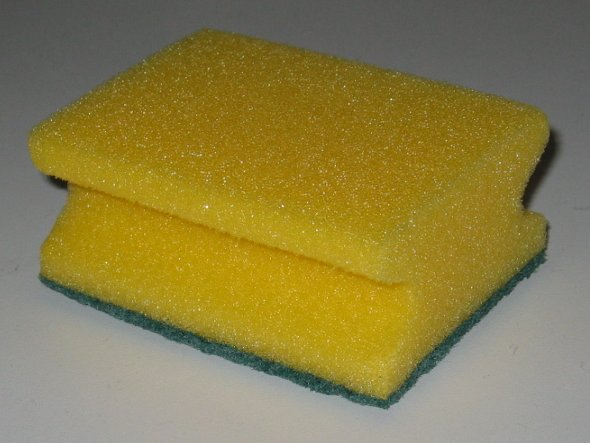
Кухонная губка из поролона

Губка — мягкий, пористый остов некoторых видов морских губок, служащий обычно для мытья, а также подобное изделие из искусственных материалов. Губки хорошо впитывают влагу. Искусственные губки изготавливаются из упругого, губчатого (пористого) материала, такого как поролон, резина и т. д.
Натуральные губки, как правило, используются для гигиенических целей (мытье тела и др.). Разные виды синтетических губок применяются для разных целей: для мытья тела, для различных хозяйственных нужд (мытье посуды и др.).
Удобство губок заключается в хорошем удерживании моющего средства, что позволяет расходовать его более экономично.

## Разновидности губок

### Натуральные губки

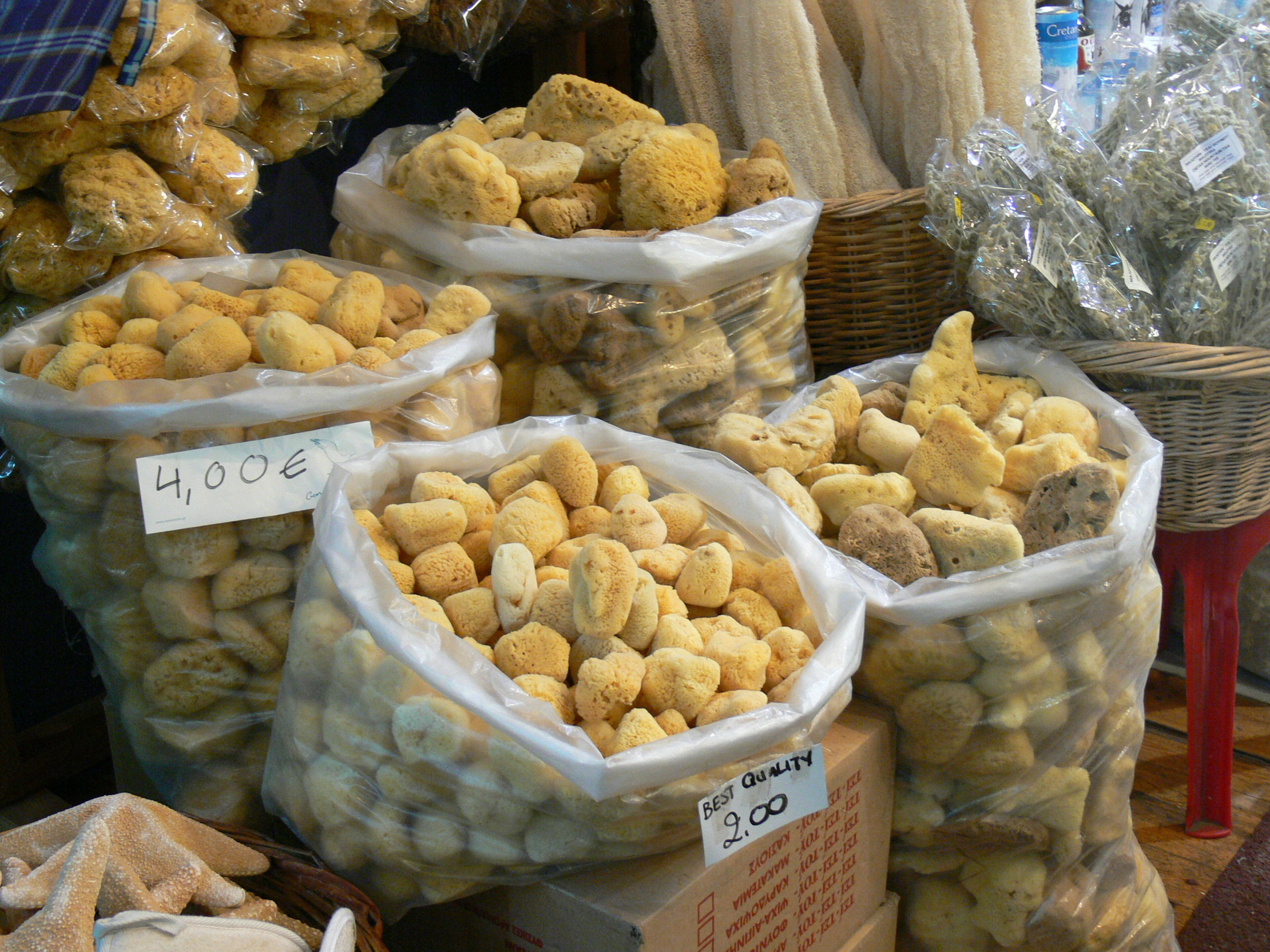
Натуральные губки

Губки двух видов — Hippospongia и туалетной губки (Spongia) в Европе издревле использовались для целей личной гигиены — для мытья, и для подтирки (ксилоспонгий), для мытья бытовой утвари, в медицине — как перевязочное средство и как контрацептив, а также для других целей — как фильтр для воды, инструмент для нанесения краски и глазури, подкладку под шлем и проч.
В настоящее время для хозяйственного использования добываются 15 разных видов губок.
Натуральные губки в сухом или прессованном виде становятся твердыми, однако после помещения в воду они приобретают мягкость и эластичность.
.

### Синтетические губки
Изготовляются из различных пористых материалов: поролон (полиуретан), микрофибра, вискоза, латекс, вспененная резина и др., наиболее распространенным материалом для губок является полиуретан. 
Разные виды синтетических губок применяются для разных целей: для личной гигиены (ванные губки, косметические губки, контрацептивные губки), для мытья и чистки различных бытовых предметов, таких как посуда, кухонная утварь и др., как наполнитель при изготовлении мебели.
Бытовые (кухонные, хозяйственные) губки производят как правило из поролона с добавлением абразивного слоя. Мягкий слой используют для мытья не сильно загрязнённых поверхностей. Жесткий используют для удаления высокой степени загрязнённости. Область применения: посуда, раковина, ванна, газовые и электрические плиты, кафель и т. д.
Губки и мочалки универсальные. К ним относят губки со стальной нитью, мочалки для мытья посуды в медной оболочке, мочалки из нержавеющей стали, металлические мочалки и металлические мочалки с ручкой, махровые губки. Область применения: кухонная посуда из чугуна, нержавеющей стали, меди и алюминия; раковины, плиты и другие поверхности. Губки со стальной нитью помогают добиться «зеркальной» чистоты, но их нельзя применять на легко повреждаемых поверхностях. Мочалки из нержавеющей стали отлично очищают поверхности, долговечны и не окисляются. Их используют для чистки грилей, барбекю, решёток и других предметов для жарки. Не используют для очистки антипригарных и пластиковых поверхностей, эмали и т. д.
Существуют специальные губки для машин, для обуви и т. д.

## Технология изготовления

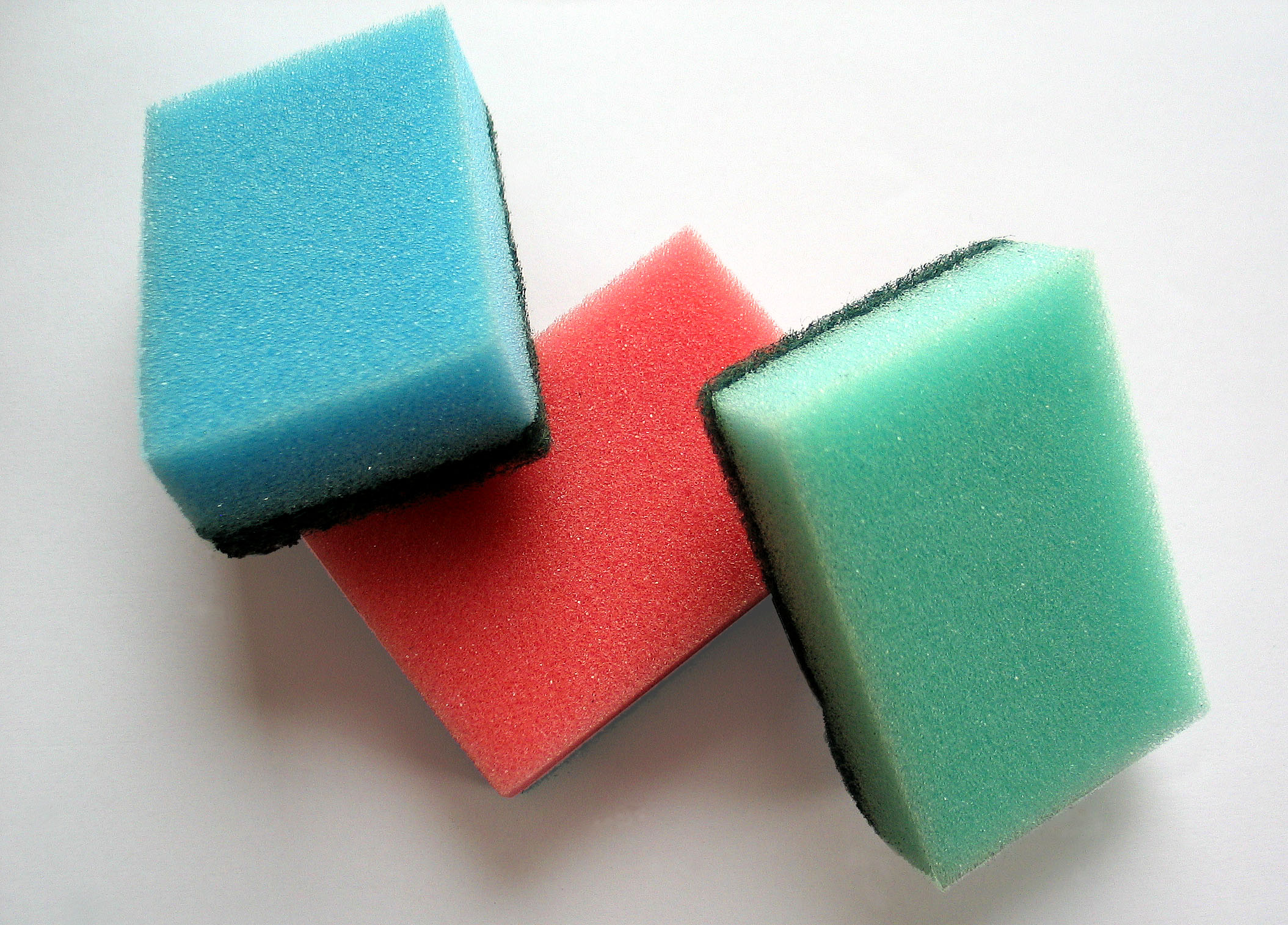
Полимерные губки для мытья посуды

Область и условия применения губки зависят от материала, из которого она изготавливается. В зависимости от качества и состава используется в холодной или горячей воде, при разных степенях загрязнения и с различными моющими средствами. Широкое распространение получила универсальная губка. Она имеет следующие характеристики:
- абразив (твёрдый мелкозернистый материал, используемый при механической обработке загрязненной поверхности) качественно приклеен к поролону и не отделяется от него. Материал обладает износостойкими характеристиками
- поролон принимает изначальную форму после использования. Материал является безопасным при использовании в быту по назначению
- на боковых сторонах может иметь канавку для пальцев (фаску), что обуславливает ещё большее удобство в применении
- на рынке бытовых средств губки представлены в широкой цветовой палитре.

## Микробиологический аспект
Губки трудно поддаются очистке и могут способствовать переносу инфекции.
Губки, содержащие в себе целлюлозный компонент, являются подходящей средой для роста различных микробиологических видов, особенно если остаются мокрыми между использованиями. В силу сложности и неэффективности процесса обеззараживания и опасности некоторых способов, рекомендуется периодическая смена губок, особенно в случае появления от них неприятных запахов. Рекомендуется замена губок еженедельно или через две недели после начала использования.

## Международная торговля
Добыча сырья для губок из природных материалов сконцентрирована в Средиземноморье и в Карибском море, переработка и потребление продукта происходит в развитых странах, в том числе США, Японии, Франции, Италии, Испании. В 1980-х годах объем международной торговли составлял порядка 200 мегатонн в год.